# Brandon Aguilera
Brandon Aguilera Zamora (Grecia, 28 giugno 2003) è un calciatore costaricano, centrocampista del Rio Ave e della nazionale costaricana.

## Carriera

### Club
Il 17 luglio 2022 viene acquistato dal Nottingham Forest.
Il 31 gennaio 2023 viene ceduto in prestito all'Estoril Praia.
A fine prestito fa ritorno a Nottingham; il 2 febbraio 2024, dopo avere trovato poco spazio, viene ceduto in prestito al Bristol Rovers.
Il 2 luglio 2024 viene ceduto a titolo definitivo al Rio Ave.

## Statistiche

### Cronologia presenze e reti in nazionale
| Cronologia completa delle presenze e delle reti in nazionale ― Costa Rica | Cronologia completa delle presenze e delle reti in nazionale ― Costa Rica | Cronologia completa delle presenze e delle reti in nazionale ― Costa Rica | Cronologia completa delle presenze e delle reti in nazionale ― Costa Rica | Cronologia completa delle presenze e delle reti in nazionale ― Costa Rica | Cronologia completa delle presenze e delle reti in nazionale ― Costa Rica | Cronologia completa delle presenze e delle reti in nazionale ― Costa Rica | Cronologia completa delle presenze e delle reti in nazionale ― Costa Rica |
| Data                                                                      | Città                                                                     | In casa                                                                   | Risultato                                                                 | Ospiti                                                                    | Competizione                                                              | Reti                                                                      | Note                                                                      |
| ------------------------------------------------------------------------- | ------------------------------------------------------------------------- | ------------------------------------------------------------------------- | ------------------------------------------------------------------------- | ------------------------------------------------------------------------- | ------------------------------------------------------------------------- | ------------------------------------------------------------------------- | ------------------------------------------------------------------------- |
| 30-3-2022                                                                 | San José                                                                  | Costa Rica                                                                | 2 – 0                                                                     | Stati Uniti                                                               | Qual. Mondiali 2022                                                       | -                                                                         | 68’                                                                       |
| 2-6-2022                                                                  | Panama                                                                    | Panama                                                                    | 2 – 0                                                                     | Costa Rica                                                                | CONCACAF Nations League 2022-2023 - 1º turno                              | -                                                                         | 60’                                                                       |
| 5-6-2022                                                                  | San José                                                                  | Costa Rica                                                                | 2 – 0                                                                     | Martinica                                                                 | CONCACAF Nations League 2022-2023 - 1º turno                              | -                                                                         | 86’                                                                       |
| 27-9-2022                                                                 | Suwon                                                                     | Uzbekistan                                                                | 1 – 2                                                                     | Costa Rica                                                                | Amichevole                                                                | -                                                                         | 34’ 46’                                                                   |
| 9-11-2022                                                                 | San José                                                                  | Costa Rica                                                                | 2 – 0                                                                     | Nigeria                                                                   | Amichevole                                                                | -                                                                         | 67’                                                                       |
| 23-11-2022                                                                | Doha                                                                      | Spagna                                                                    | 7 – 0                                                                     | Costa Rica                                                                | Mondiali 2022 - 1º turno                                                  | -                                                                         | 61’                                                                       |
| 27-11-2022                                                                | Al Rayyan                                                                 | Giappone                                                                  | 0 – 1                                                                     | Costa Rica                                                                | Mondiali 2022 - 1º turno                                                  | -                                                                         | 65’                                                                       |
| 1-12-2022                                                                 | Al Khor                                                                   | Costa Rica                                                                | 2 – 4                                                                     | Germania                                                                  | Mondiali 2022 - 1º turno                                                  | -                                                                         | 46’                                                                       |
| 28-3-2023                                                                 | San José                                                                  | Costa Rica                                                                | 0 – 1                                                                     | Panama                                                                    | CONCACAF Nations League 2022-2023 - 1º turno                              | -                                                                         | 59’                                                                       |
| 12-9-2023                                                                 | Zagabria                                                                  | Costa Rica                                                                | 1 – 4                                                                     | Emirati Arabi Uniti                                                       | Amichevole                                                                | -                                                                         | 58’ 90+3’                                                                 |
| 16-11-2023                                                                | San José                                                                  | Costa Rica                                                                | 0 – 3                                                                     | Panama                                                                    | CONCACAF Nations League 2023-2024 - Quarti di finale                      | -                                                                         | 59’                                                                       |
| 20-11-2023                                                                | Panama                                                                    | Panama                                                                    | 3 – 1                                                                     | Costa Rica                                                                | CONCACAF Nations League 2023-2024 - Quarti di finale                      | -                                                                         |                                                                           |
| 26-3-2024                                                                 | Los Angeles                                                               | Argentina                                                                 | 3 – 1                                                                     | Costa Rica                                                                | Amichevole                                                                | -                                                                         | 68’                                                                       |
| 31-5-2024                                                                 | San José                                                                  | Costa Rica                                                                | 0 – 0                                                                     | Uruguay                                                                   | Amichevole                                                                | -                                                                         | 71’                                                                       |
| 6-6-2024                                                                  | San José                                                                  | Costa Rica                                                                | 4 – 0                                                                     | Saint Kitts e Nevis                                                       | Qual. Mondiali 2026                                                       | -                                                                         | 64’                                                                       |
| 9-6-2024                                                                  | Saint George's                                                            | Grenada                                                                   | 0 – 3                                                                     | Costa Rica                                                                | Qual. Mondiali 2026                                                       | -                                                                         |                                                                           |
| 24-6-2024                                                                 | Inglewood                                                                 | Brasile                                                                   | 0 – 0                                                                     | Costa Rica                                                                | Coppa America 2024 - 1º turno                                             | -                                                                         | 90+2’                                                                     |
| 28-6-2024                                                                 | Glendale                                                                  | Colombia                                                                  | 3 – 0                                                                     | Costa Rica                                                                | Coppa America 2024 - 1º turno                                             | -                                                                         | 66’                                                                       |
| 2-7-2024                                                                  | Austin                                                                    | Costa Rica                                                                | 2 – 1                                                                     | Paraguay                                                                  | Coppa America 2024 - 1º turno                                             | -                                                                         | 68’                                                                       |
| 5-9-2024                                                                  | San José                                                                  | Costa Rica                                                                | 3 – 0                                                                     | Guadalupa                                                                 | CONCACAF Nations League 2024-2025 - 1º turno                              | -                                                                         | 63’                                                                       |
| 11-10-2024                                                                | Paramaribo                                                                | Suriname                                                                  | 1 – 1                                                                     | Costa Rica                                                                | CONCACAF Nations League 2024-2025 - 1º turno                              | -                                                                         | 63’                                                                       |
| 15-10-2024                                                                | San José                                                                  | Costa Rica                                                                | 3 – 0                                                                     | Guatemala                                                                 | CONCACAF Nations League 2024-2025 - 1º turno                              | -                                                                         | 89’                                                                       |
| 14-11-2024                                                                | San José                                                                  | Costa Rica                                                                | 0 – 1                                                                     | Panama                                                                    | CONCACAF Nations League 2024-2025 - Quarti di finale                      | -                                                                         |                                                                           |
| 18-11-2024                                                                | Panama                                                                    | Panama                                                                    | 2 – 2                                                                     | Costa Rica                                                                | CONCACAF Nations League 2024-2025 - Quarti di finale                      | -                                                                         | 66’                                                                       |
| 21-3-2025                                                                 | Belmopan                                                                  | Belize                                                                    | 0 – 7                                                                     | Costa Rica                                                                | Qual. Gold Cup 2025                                                       | -                                                                         | 53’ 58’                                                                   |
| 15-6-2025                                                                 | San Diego                                                                 | Costa Rica                                                                | 4 – 3                                                                     | Suriname                                                                  | Gold Cup 2025 - 1° turno                                                  | -                                                                         | 66’                                                                       |
| 18-6-2025                                                                 | Arlington                                                                 | Costa Rica                                                                | 2 – 1                                                                     | Rep. Dominicana                                                           | Gold Cup 2025 - 1° turno                                                  | -                                                                         | 80’                                                                       |
| 22-6-2025                                                                 | Paradise                                                                  | Messico                                                                   | 0 – 0                                                                     | Costa Rica                                                                | Gold Cup 2025 - 1° turno                                                  | -                                                                         |                                                                           |
| 29-6-2025                                                                 | Minneapolis                                                               | Stati Uniti                                                               | 2 – 2 (4 – 3 dtr)                                                         | Costa Rica                                                                | Gold Cup 2025 - Quarti di finale                                          | -                                                                         | 58’                                                                       |
| Totale                                                                    |                                                                           | Presenze                                                                  | 29                                                                        |                                                                           | Reti                                                                      | 0                                                                         |                                                                           |

## Palmarès

### Club

#### Competizioni nazionali
- Campionato costaricano: 1

Alajuelense: Apertura 2020

#### Competizioni internazionali
- CONCACAF League: 1

Alajuelense: 2020